# Dàton
Dàton (o Datos: grec antic: Δᾶτον / Δάτος; gentilici Δατηνός i Δατήνιος) fou, segons sembla, una ciutat de l'antiga Grècia situada a la Perea Tàsica, a la costa de Tràcia, de localització desconeguda. Bé podria ser el nom original de la ciutat de Filips (abans Crènides), bé podria ser una colònia de Tasos que els atenesos colonitzaren i reanomenaren Neàpolis, bé podria ser una ciutat diferent (al costat de Chrisoúpoli,en tal vegada) o bé podria ser el nom de la contrada que incloïa Filips i Neàpolis. Plini el Vell i el periple atribuït a Escílax de Carianda la situen entre Neàpolis i el riu Nestos, i Estrabó diu que era veïna del territori dels edons, els odomants i els bisaltes.
Heròdot diu que a Dàton hi hagué una batalla el 465 aC entre els atenesos, que volien establir una colònia a l'Estrímon (la futura Amfípolis) per controlar les mines d'or, i els edons, els nadius de la zona; en aquella batalla morí Sòfanes, general dels atenesos, juntament amb Leagre. Es tractaria, doncs, d'una població tràcia. En canvi, el periple d'Escílax diu que era una ciutat grega fundada per Cal·lístrat d'Atenes el segle iv aC. Per la seva banda, Zenobi i Eustaci afirmen que Dàton era una colònia de Tasos, com bona part de ciutats de la Perea Tàsica. Per altra banda, Valeri Harpocració i Apià són els que indiquen que Dàton fou el nom antic de Crènides, que fou conquerida per Filip i reanomenada Filips.
Estrabó, Valeri Harpocració i Zenobi esmenten la ciutat a propòsit de l'expressió grega Δᾶτον ἀγαθῶν, 'un munt de coses bones', literalment 'un Dàton de coses bones'. Efectivament, Estrabó diu que el territori de Dàton tenia llacs, rius i planes fèrtils, un port i mines d'or. Gràcies a la referència de Valeri Harpocració sabem que la ciutat l'esmentà Èfor al llibre quart de les seves Històries, Teopomp al llibre tercer de la seva Història de Filip II, i Filòcor, al cinquè llibre de la seva Història de l'Àtica.